# 296
Năm 296 là một năm trong lịch Julius. 

## Mất
- 22 tháng 4 — Pope Caius
- Allectus